# Ozarba atriferella
Ozarba atriferella är en fjärilsart som beskrevs av Embrik Strand 1917. Ozarba atriferella ingår i släktet Ozarba och familjen nattflyn. Inga underarter finns listade i Catalogue of Life.